# 9881 Sampson
A 9881 Sampson (ideiglenes jelöléssel 1994 SE) egy marsközeli kisbolygó. Robert H. McNaught fedezte fel 1994. szeptember 25-én.